# André Zünd
André Zünd (* 24. Januar 1928 in Luzern; † 28. April 2019) war ein Schweizer Wirtschaftswissenschaftler und Hochschullehrer. Er leistete Pionierarbeit auf dem Gebiet des Schweizer Rechnungswesens.

## Leben
André Zünd studierte an der Universität St. Gallen (HSG) Wirtschaftswissenschaften. Dort promovierte er 1955. Von 1956 bis 1963 war er Bücherexperte bei der Revisa Treuhand AG in Luzern. Dann wechselte er zur Firma Hoffmann-La Roche AG in Basel, wo er zuerst Steuerexperte und ab 1966 Chef der internen Revision bis 1970 war. Ab 1971 war Zünd freiberuflicher Wirtschaftsberater. Er liess sich 1973 habilitieren,  wurde 1976 zum Titularprofessor und 1978 zum ausserordentlichen Professor für Treuhand- und Revisionswesen an derselben Hochschule ernannt. Er machte sich einen Namen bei der Weiterentwicklung des Rechnungswesens und der Rechnungslegung in der Schweiz. Insbesondere war er Initiant für ein eigenständiges Schweizer Rechnungswesen, welches besonders für kleinere Unternehmen geeignet ist und nach Schweizer Obligationenrecht (OR) als Minimalstandard für die Rechnungslegung von Schweizer Unternehmen eingeführt wurde. Die Rechnungslegung nach Swiss GAAP FER wird inzwischen von vielen Schweizer Firmen verwendet. Auch die Swatch Group als bedeutende Firma hat auf dieses System der Rechnungslegung umgestellt.
Zünd war an der Gründung der Stiftung für Fachempfehlungen zur Rechnungslegung nach Swiss GAAP FER beteiligt und leitete von 1984 bis 1992 die entsprechende Fachkommission. Von 1996 bis 2002 war er Präsident der erwähnten Stiftung.
Nach seiner Emeritierung widmete sich Zünd auch historischen Themen. Er studierte Geschichte an der Universität Zürich und schloss 1999 als Dr. phil. dieses Studium ab. Er verfasste ein Buch über die Reformation in der Schweiz.

## Mitgliedschaften
- Mitglied der Aufsichtskommission betreffend Einhaltung der Sorgfaltspflichtvereinbarung der Schweizer Banken von 1987 bis 1997
- Präsident der European Accounting Association 1984 bis 1985
- als erster Europäer Vizepräsident der American Accounting Association 1991 bis 1993[5]
- Mitglied von Expertenkommissionen der Eidgenossenschaft, der OECD und der UNO.[1]

## Ehrung
- Dr. Kausch-Preis 1995.  Dr. André Zünd, Luzern: Für Beiträge zur Verbesserung und Weiterentwicklung der Rechnungslegung von Schweizer Unternehmen.[3]

## Publikationen
- Zahlreiche Veröffentlichungen über Rechnungslegung durch die Verlage Schwabe, Treuhand Kammer, Polygraphischer Verlag und Paul Haupt, insbesondere das Standardwerk Revisionslehre (1982)[5]
- Gescheiterte Stadt- und Landreformationen des 16. und 17. Jahrhunderts in der Schweiz. Schwabe Verlag, Basel, 1999. ISBN 978-3-7965-1126-4
- Visitation und Controlling in der Kirche – Führungshilfen des kirchlichen Managements. LIT Verlag, Münster, 2006. ISBN 3-8258-9351-0